# Netinho
Ernesto de Souza Andrade Júnior, ofwel kortweg Netinho (Santo Antônio de Jesus, 12 juli 1966) is een Braziliaans zanger. Hij begon zijn loopbaan in de band Banda Beijo.
Netinho zingt vooral de onder Braziliaanse jongeren populaire muziekstijl axé.

## Albums
| Jaar | Album                       |
| ---- | --------------------------- |
| 1993 | Um Beijo Pra Você           |
| 1994 | Nada Vai Nos Separar        |
| 1995 | Netinho                     |
| 1996 | Ao Vivo                     |
| 1997 | Me Leva                     |
| 1998 | Rádio Brasil                |
| 1999 | Clareou                     |
| 2000 | Corpo Cabeça                |
| 2001 | Terra Carnavális (ao vivo)  |
| 2005 | Outra Versão                |
| 2006 | Por Inteiro (ao vivo)       |
| 2008 | Minha Praia                 |
| 2010 | Netinho e A Caixa Mágica    |
| 2012 | Uma Noite no Forró Elétrico |
| 2014 | Beats, Baladas & Balanços   |